# Onthophagus lamtoensis
Onthophagus lamtoensis är en skalbaggsart som beskrevs av Yves Cambefort 1984. Onthophagus lamtoensis ingår i släktet Onthophagus och familjen bladhorningar. Inga underarter finns listade i Catalogue of Life.